# Нобік
Нобік (рос. Нобик) — річка в Росії, протікає в Томській області, Красноярському краї, Ханти-Мансійському АО. Устя річки знаходиться за 9 км по правому березі річки Мінолга. Довжина річки становить 13 км.

## Дані водного реєстру
За даними державного водного реєстру Росії відноситься до Верхнеобського басейнового округу, водогосподарська ділянка річки - Об від впадання річки Васюган до впадання річки Вах, річковий підбассейн річки - Васюган. Річковий басейн річки - (Верхня) Об до впадання Іртиша.
За даними геоінформаційної системи водогосподарського районування території РФ, підготовленої Федеральним агентством водних ресурсів:
- Код водного об'єкта в державному водному реєстрі - 13010900112115200034572
- Код гідрологічної вивченості (ГИ) - 115203457
- Код басейну - 13.01.09.001
- Номер тому по ГИ - 15
- Випуск по ГИ - 2